# Acabanga
Acabanga is een kevergeslacht uit de familie van de boktorren (Cerambycidae). De wetenschappelijke naam van het geslacht werd voor het eerst geldig gepubliceerd in 1991 door Martins & Galileo.

## Soorten
Acabanga omvat de volgende soorten:
- Acabanga nigrohumeralis (Tippmann, 1960)
- Acabanga pinima Martins & Galileo, 1991